# Странстващ албатрос
Странстващият албатрос (Diomedea exulans) е морска птица от род Албатроси. Със своя 3-метров размах на крилете, албатросът е най-голямата летяща птица на земята.

## Описание
Странстващите албатроси имат размах до 3,5 метра, което ги прави животното с най-голям размах на крилете (по-голям размах са имали само птеродактилите и най-голямата летяща птица, съществувала в миналото Argentavis magnificens, които обаче са изчезнали видове). Този вид албатрос прекарва от 5 до 7 години в полет над океаните по причини, които все още не са известни на орнитолозите. Едно от мненията е, че го правят, за да съзреят след излитането от гнездото, а друго, че им е вродено и го правят, за да могат да се научат да летят добре.

## Разпространение
Южния Ледовит океан – 40 градуса ю.ш. Отделни екземпляри са наблюдавани в Белгия, Франция, Испания, Швеция и Англия (Плимут, Саутхямптън).

## Хранене
Основната им храна са сепии, риба, мърша и др.
Странстващите албатроси обичат да се движат след корабите, защото се хранят с изхвърлени отпадъци. В такъв момент броят им се увеличава, за разлика от обичайното търсене на храна, когато са винаги сами. Изчислено е, че на един странстващ албатрос се падат от 30 000 до 50 000 хектара морска площ за ловуване.

## Размножаване
Странстващите албатроси достигат полова зрялост между седмата и десетата си година, в зависимост от пола и от силата на птицата.
Гнездят в колонии по няколко птици, като разстоянията между гнездата са 18—30 метра. Разполагат гнездата си на скалисти, стръмни и непристъпни за хората брегове. Антарктическа ливадина и кал – това е строителният материал за гнездото.
Яйцето е дълго 12 сантиметра и се снася от средата на декември до началото на януари. Мътенето продължава 78 дни, като в началото мъти мъжкият. Партньорите се сменят на една и половина до три седмици. Малкото, което е само едно и никога повече, се излюпва през март. Любопитен факт е, че се налага неопитните в мътенето родители да се учат няколко години как трябва да се грижат за крехкото яйце и чак тогава да създадат поколение.
За развитието на малкото до момента, когато може вече да лети (периода от средата на декември до началото на февруари следващата година), са необходими 278 дни: цели девет месеца то прекарва в гнездото. Родителите му го хранят приблизително през три дни, тъй като храната се носи отдалеч. Следователно пълният цикъл на гнездене продължава единадесет месеца.

## Взаимоотношения с човека
В миналото човекът се възползвал от предимствата на албатроса, както и към много други големи морски птици. Моряците и ловците на тюлени и китове пристигали на островите в Южния Атлантик и вземали всичко, което намирали — от яйцето до възрастните, които на сушата са безпомощни и стават лесна жертва. Изяждали яйцата (едно яйце се равнява на шест кокоши яйца) и месото им, от костите на крилата им правели мундщук за лула, а от плавателната ципа — торбичка за тютюн.
Видът е класифициран от IUCN като уязвим. През 1998 г. гнездящата популация наброява около 8500 двойки.